# Білозерська міська територіальна громада
Білозерська міська територіальна громада — територіальна громада в Україні, у Покровському районі Донецької області з адміністративним центром у місті Білозерське.

## Загальна інформація
Площа території — 68,7 км², населення громади — 15 738 осіб (2020 р.).

## Населені пункти
До складу громади увійшли м. Білозерське, села Благодать, Веселе Поле, Весна, Мирове, Нововодяне та селище Бокове.

## Історія
Створена у 2020 році, відповідно до розпорядження Кабінету Міністрів України № 721-р від 12 червня 2020 року «Про визначення адміністративних центрів та затвердження територій територіальних громад Донецької області», шляхом об'єднання територій та населених пунктів Білозерської міської ради Добропільської міської ради та Нововоднянської сільської ради Добропільського району Донецької області.